# Парижская коммуна (обувная фабрика)
АО «Московская обувная фабрика «Парижская коммуна»» — российская компания по производству обуви. Компания включает московскую обувную фабрику, четыре дочерние предприятия в Тульской и Тверской областях, торговый дом «ПК-Заря» (оптовая торговля) и фирменную розничную торговую сеть. Общее число работников составляет около двух тысяч человек, в Москве на фабрике «Парижская коммуна» работает около 500 человек.

## История
Первая государственная фабрика механического производства обуви «Парижская коммуна» была создана в Москве в 1922 году путем слияния нескольких полукустарных производств. Производство расположили в корпусах бывшей ткацкой мануфактуры купца Михайлова в старинной ремесленной слободе Кожевники. 
Инженеры фабрики в 1934 году сконструировали первый люлечный конвейер, положивший начало поточному производству обуви. Конвейеры позволили увеличить объем выпуска обуви вдвое.
В 1943 году, во время Великой Отечественной войны на фабрике внедрили новый метод изготовления армейских сапог — горячую вулканизацию: подошву из резины и каблук стали крепить под воздействием тепла вместо гвоздей. За это изобретение фабрика получила Красное знамя Государственного комитета обороны.
В 1953 году в Москве открылся первый фирменный магазин «Парижская коммуна». 
В 1965 году фабрика была награждена орденом Трудового Красного Знамени.
Фабрика была базовым обувным предприятием СССР, там испытывалось все новое оборудование обувной промышленности. 
В 1986 году у «Парижской коммуны» появился первый филиал — Тульская обувная фабрика.
В 1987 году фабрика получила статус промышленно-торгового объединения МПТОО «Заря» и началось расширение фирменной торговой сети. 
В 1992 году «Парижская коммуна» стала правопреемником приватизированного МПТОО «Заря». В том же году «Парижская коммуна» начала экспортировать свою продукцию в Италию, Великобританию и США.
В 2016 году Минпромторг России включил компанию в перечень  организаций, оказывающих существенное влияние на отрасли промышленности и торговли.
Традиционным направлением для компании является разработка и производство рабочей обуви и обуви специального назначения (военная обувь). В Москве в настоящее время существует лишь мелкосерийное опытно-экспериментальное производство, а массовое производство большими партиями ведется в Тульской области (АО «Донская обувь», город Донской).